# U-118 (1941)
U-118 – niemiecki okręt podwodny (U-Boot) z okresu II wojny światowej.

## Historia
U-118 był dużym podwodnym stawiaczem min typu X B. Jak wszystkie osiem jednostek typu został zbudowany w stoczni Krupp Germaniawerft w Kilonii. Zamówienie na okręt złożono 31 stycznia 1939 roku. U-118 został zwodowany 23 września 1941 roku a wcielony do Kriegsmarine 6 grudnia tegoż roku. Dowódcą okrętu był przez cały czas jego służby Korvkpt. Werner Czygan (urodzony 25 listopada 1904 roku w Mogilnie, odznaczony Krzyżem Żelaznym I klasy).
Na czas szkolenia okręt został przydzielony do 4. U-Flotille bazującej w Stettin. 19 września 1942 roku wyszedł z Kilonii na swój pierwszy patrol bojowy, jako okręt 10. U-Flotille z Lorient. 29 września został zaatakowany przez aliancki samolot na północnym Atlantyku, odnosząc nieznaczne uszkodzeniaPo zakończeniu zadania stawiania min operował jako okręt zaopatrzeniowy dla U-Bootów wilczego stada Wotan, przekazując paliwo i żywność na okręty U-216, U-410, U-599, U-607 i U-615. Po 28 dniach żeglugi U-118 przybył do Lorient.
Kolejny patrol U-118 rozpoczął jako jednostka 12. U-Flotille z Bordeaux 12 listopada 1942 roku. Tym razem uzupełniał paliwo i zapasy żywności na U-Bootach z wilczego stada Westwall: U-86, U-92, U-105, U-124, U-160, U-511, U-519, U-564, U-653.
Na trzeci patrol bojowy U-118 wyszedł 25 stycznia 1943 roku z Brestu. W czasie jego trwania okręt postawił miny na podejściach do Cieśniny Gibraltarskiej. 7 lutego 1943 roku wszedł na to pole minowe brytyjski konwój MKS-7, tracąc trzy statki: „Baltonia”, „Empire Mordred” i „Mary Slessor”. Na tym samym polu minowym zatonęła jeszcze kanadyjska korweta HMCS „Weyburn” (typu Flower) 22 lutego oraz uszkodzone zostały hiszpański statek „Duero” 10 lutego i norweski tankowiec „Thorsholm” 22 lutego 1943 roku. W dniach od 13 do 14 lutego 1943 roku U-118 zaopatrzył następujące U-Booty z wilczego stada Rochen: U-87, U-175, U-202, U-214, U-258, U-264, U-504, U-558. Powrót do Bordeaux nastąpił 26 lutego 1943 roku.
W swój ostatni rejs U-118 wypłynął 25 maja 1943 roku z Bordeaux. Po postawieniu zabranych min spotkał się z U-758, pomagając jego załodze w przeprowadzeniu prac remontowych. 12 czerwca 1943 roku U-118 został wykryty na zachód od Wysp Kanaryjskich przez patrolujące samoloty Grumman TBF Avenger z lotniskowca eskortowego USS „Bogue” (CVE-9). W wyniku ataku bombami głębinowymi U-118 zatonął wraz z 43 członkami załogi, 16 pozostałych dostało się do niewoli.

## Przebieg służby

### Dowódcy
- 6.12.1941 – 12.06.1943 Korvkpt. Werner Czygan

### Przydział do flotylli
- 6.12.1941 – 30.09.1942: 4 U-Flottille Stettin
- 1.10.1942 – 31.10.1942: 10 U-Flottille Lorient
- 1.11.1942 – 12.06.1943: 12 U-Flottille Bordeaux

### Odbyte patrole bojowe
- Liczba patroli bojowych – 4
- Liczba zatopionych statków – 4